# Manfred Ludes
Manfred Ludes (* 1928 in Dorsten; † 7. Oktober 2011 ebenda) war ein deutscher Architekt.

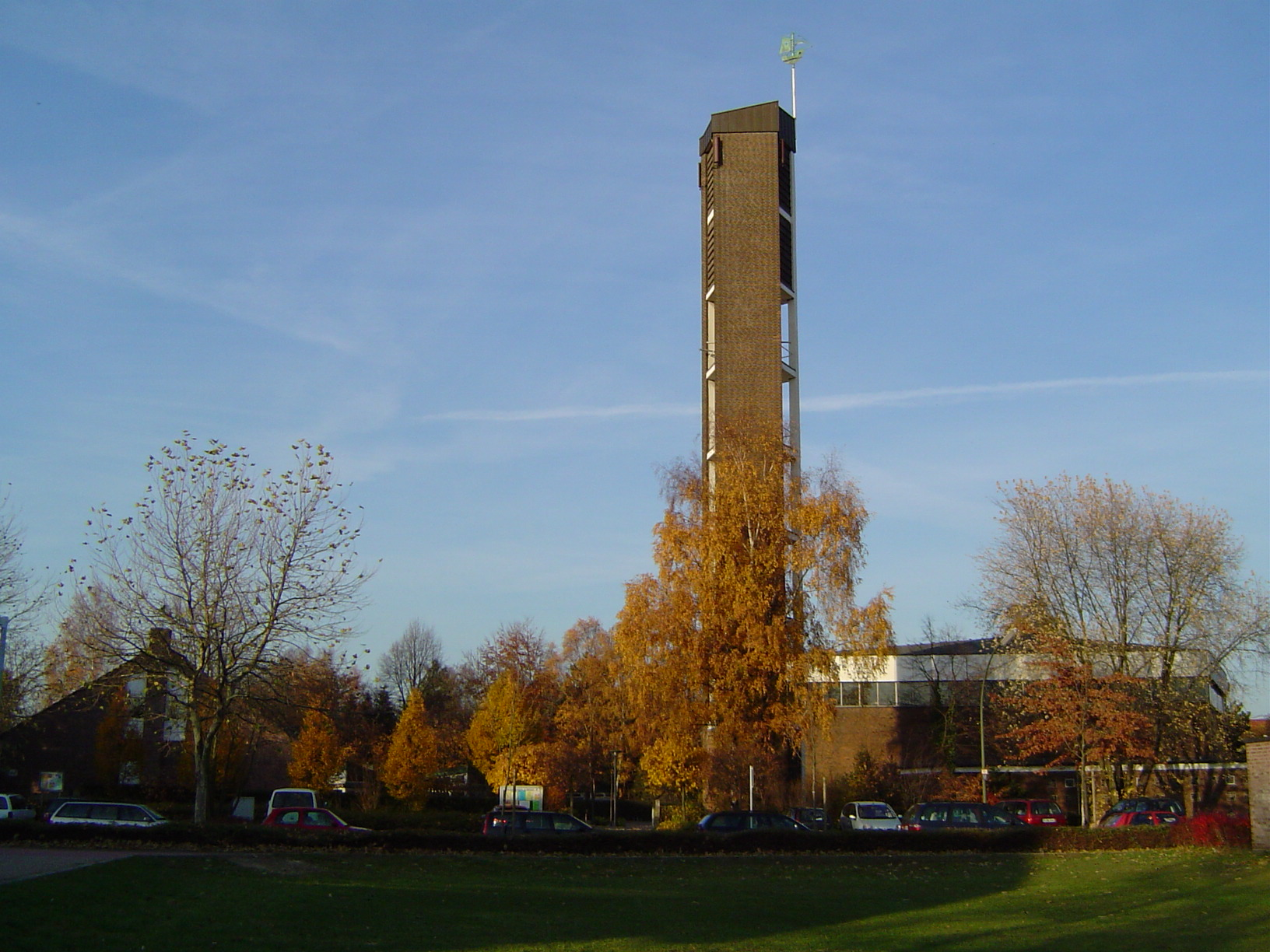
Kirche St. Nikolaus (1964)

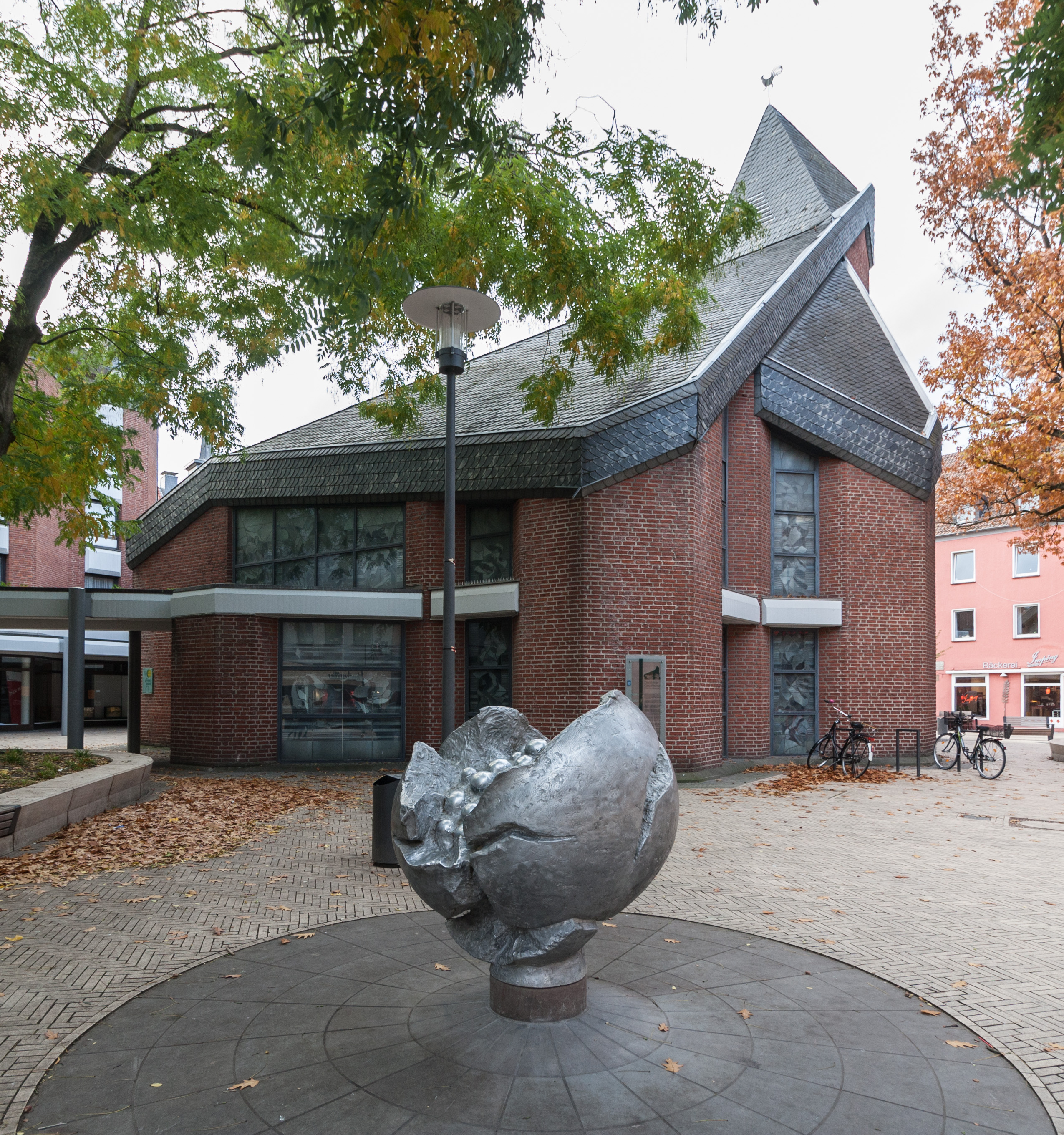
Franziskanerkirche (1979)

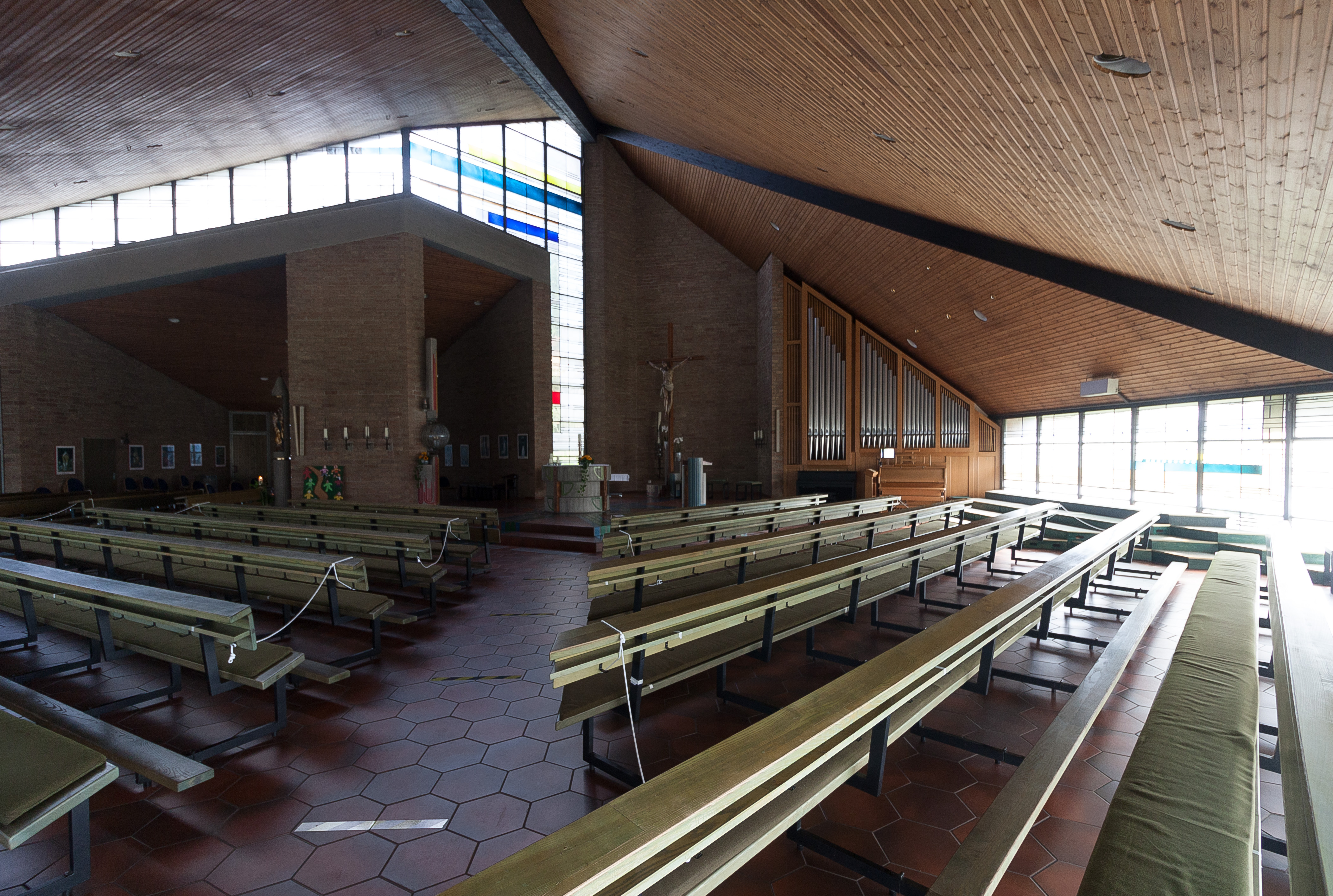
St. Stephanus Hochmoor

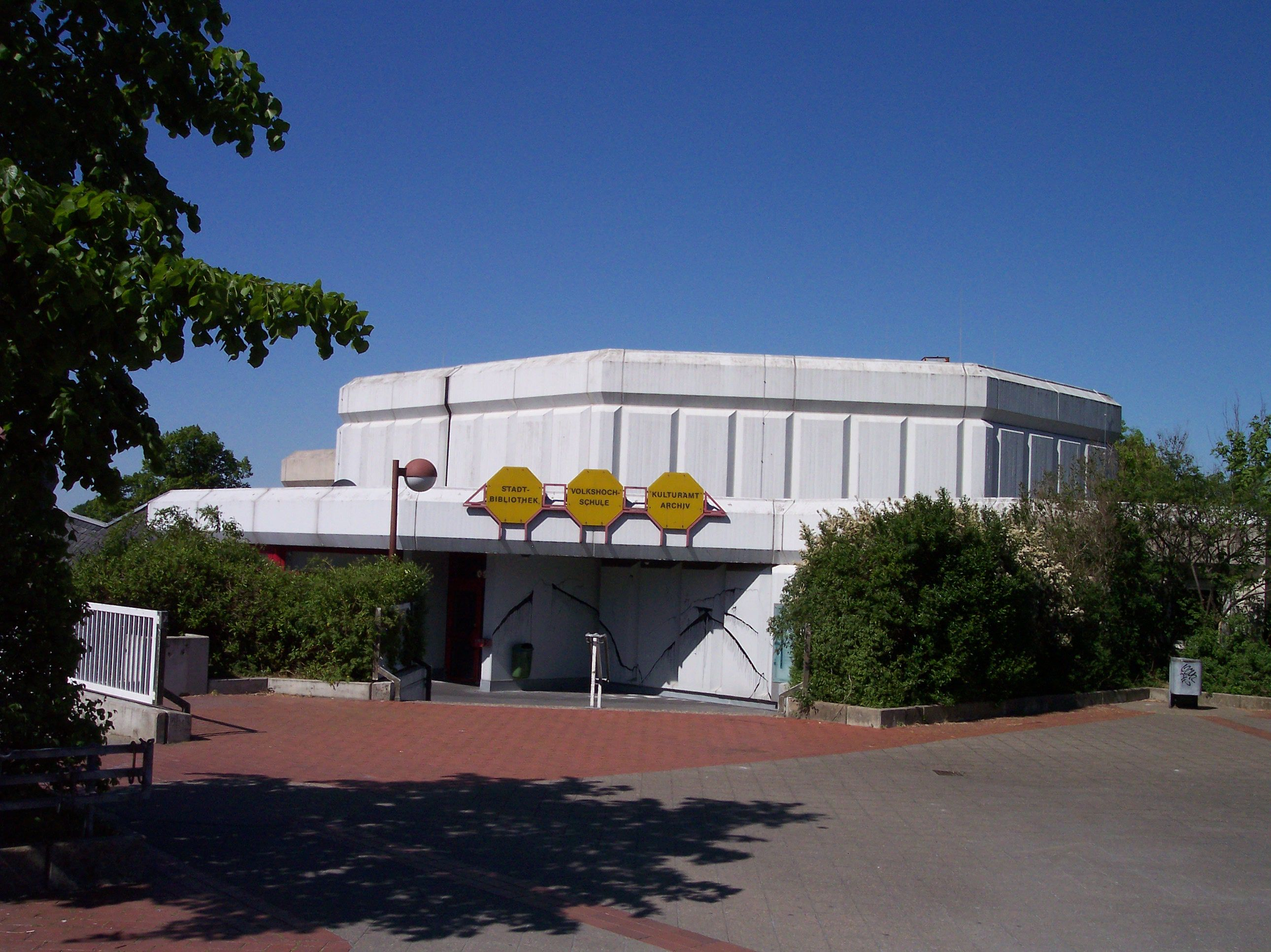
Maria Lindenhof (1980)

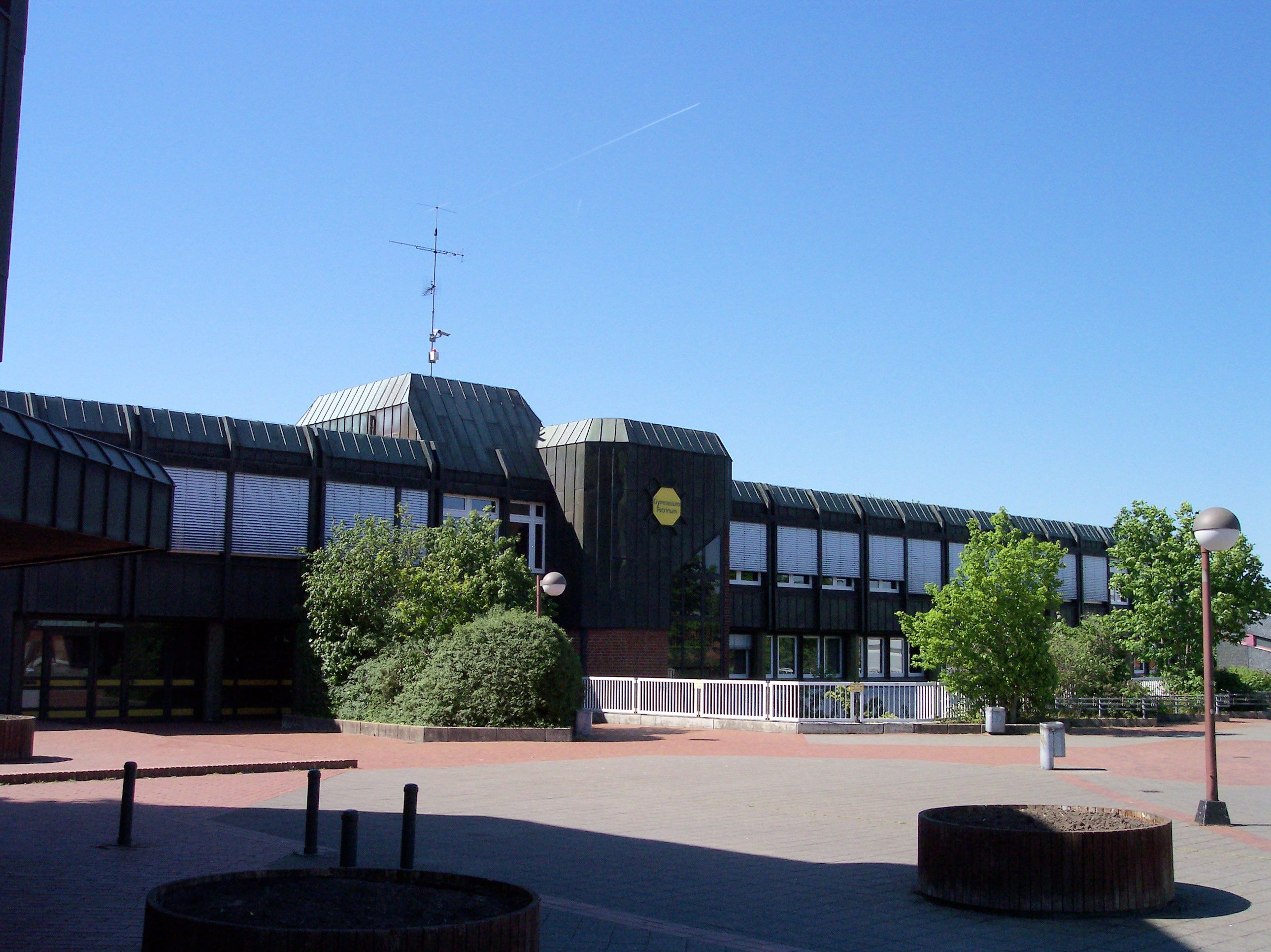
Gymnasium Petrinum (1982)

## Leben
Manfred Ludes war der Sohn von Nikolaus Ludes, dem stellvertretenden Direktor der Zeche Fürst Leopold.
Ludes führte ab 1954 ein Planungsbüro, das sich insbesondere dem Kirchenbau in Dorsten und Umgebung widmete: Es entstanden insgesamt 36 Gotteshäuser, weiterhin Schulen und Krankenhäuser. Er unterrichtete an der Fachhochschule Bochum.
Ludes’ Söhne betreiben heute Architekturbüros in Recklinghausen und Berlin.

## Sakralbauten
- 1964: Pfarrkirche St. Nikolaus in Dorsten-Hardt
- 1964: Pfarrkirche Heilig Kreuz in Recklinghausen-Süd (2011 abgerissen)[2]
- 1967–1968: Pfarrkirche St. Marien in Vinnum[3]
- 1970–1971: Pfarrkirche St. Georg in Heiden (Münsterland)
- Katholisches Pfarrzentrum St. Peter in Duisburg-Hochfeld
- Pfarrkirche St. Margaretha in Lengerich (Westfalen)
- 1972–1973: Pfarrkirche Heilig Kreuz in Altendorf-Ulfkotte
- Katholische Kirche Makuukuulu in Uganda
- Pfarrkirche St. Paul in Dorsten-Hervest
- Katholische Kirche St. Stephanus in Gescher-Hochmoor
- 1967–1981: Umbau St. Antonius in Dorsten-Holsterhausen
- 1973–1976: Erweiterung der St.-Anna-Kirche in Davensberg[4]
- 1977–1978: Franziskanerkloster Dorsten (mit Joachim Zschoch)[5]
- 1979: Pfarrkirche Liebfrauen in Marl-Sinsen[6]
- Kapelle Haus Blegge in Bergisch Gladbach
- 1979: Pfarrkirche St. Franziskus in Gladbeck-Rentfort[7]
- Katholische Pfarrkirche St. Lambertus (Castrop-Rauxel) (Umbau)
- Krankenhauskapelle St. Elisabeth-Hospital
- Kapelle St. Franziskus-Hospital in Münster-St. Mauritz
- Kapelle Krankenhaus Neuwerk in Mönchengladbach
- 1979: Pfarrheim St. Barbara in Barkenberg
- 1980: Katholische Kirche St. Christopherus in Ladbergen[8]
- St. Ludgeruskirche in Schermbeck (Umbau)[9]
- 1995–1997: St. Hedwig in Paderborn[10]

## Profanbauten
- vor 1972: Hallenbad in Gescher[11]
- 1969–1971: Realschule St. Ursula Dorsten
- vor 1975: Mitarbeit beim Entwurf der Finnstadt in Barkenberg
- 1980: Bildungszentrum Maria Lindenhof mit Volkshochschule und Stadtbibliothek Dorsten
- 1980–1989: Neubauten für das Bergmannsheil in Bochum
- 1982: Gymnasium Petrinum Dorsten
- 1985–1989: Modellprojekt St.-Elisabeth-Krankenhaus in Dorsten[12]
- nach 1987: Sanierung der Siedlung Fürst Leopold in Hervest

## Veröffentlichungen
- Manfred Ludes. Sakralbauten. Projekte 1964–1998. Müller und Busmann, Wuppertal 2001, ISBN 3-928766-45-7.

## Auszeichnungen
- 2008: Kulturpreis der Stadt Dorsten[13]